# The Awakening (álbum de James Morrison)
The Awakening é o terceiro álbum do cantor, compositor e guitarrista James Morrison, lançado em 26 de setembro de 2011. "I Won't Let You Go" foi o primeiro single lançado do álbum no Reino Unido. O álbum recebeu um certificado de ouro no Reino Unido apenas duas semanas após o lançamento. O álbum foi disco de platina no Reino Unido para vendas acima de 350.000 cópias e vendeu 1 milhão de cópias do álbum em todo o mundo.

## Singles
- "I Won't Let You Go" foi lançado como single do álbum em 16 de setembro de 2011. Ele também recebeu uma liberação antecipada na Holanda em 25 de agosto.[3]

- "Up", com vocais de Jessie J, foi lançado como segundo single do álbum, em 16 de novembro de 2011.[4] Mais tarde, foi lançado na Alemanha em 13 de janeiro de 2012.[5][2]

- "Slave to the Music" foi lançado como o terceiro single do álbum em 20 de fevereiro de 2012. A canção também recebeu um lançamento adiantado nos Países Baixos e nos Estados Unidos em 5 agosto de 2011.[1]

- Um videoclipe para a canção "Right by Your Side" foi lançada na conta oficial de Morrison no VEVO em 18 de julho de 2011, antes do lançamento do álbum e primeiro single.

## Alinhamento de faixas
| Versão padrão |                             |         |  |
| N.º           | Título                      | Duração |  |
| 1.            | "In My Dreams"              | 4:44    |  |
| 2.            | "6 Weeks"                   | 3:13    |  |
| 3.            | "I Won't Let You Go"        | 3:49    |  |
| 4.            | "Up" (featuring Jessie J)   | 3:38    |  |
| 5.            | "Slave to the Music"        | 3:23    |  |
| 6.            | "Person I Should Have Been" |         |  |
| 7.            | "Say Something Now"         | 4:01    |  |
| 8.            | "Beautiful Life"            | 2:42    |  |
| 9.            | "Forever"                   | 3:41    |  |
| 10.           | "The Awakening"             | 5:10    |  |
| 11.           | "Right by Your Side"        | 4:59    |  |
| 12.           | "One Life"                  | 3:18    |  |
| 13.           | "All Around the World"      | 3:17    |  |

| Faixa bônus japonesa |                                      |         |  |
| N.º                  | Título                               | Duração |  |
| 14.                  | "One Life" (Metropolis Studios Live) | 3:33    |  |

| Edição Deluxe (iTunes do Reino Unido) |                                  |         |  |
| N.º                                   | Título                           | Duração |  |
| 14.                                   | "In My Dreams" (Versão acústica) | 3:34    |  |

| Edição Deluxe DVD |                                       |         |  |
| N.º               | Título                                | Duração |  |
| 1.                | "Slave to the Music" (videoclipe)     |         |  |
| 2.                | "I Won't Let You Go" (videoclipe)     |         |  |
| 3.                | "Man Behind the Music" (Documentário) |         |  |

| Edição Deluxe (digital) |                                                                             |         |  |
| N.º                     | Título                                                                      | Duração |  |
| 14.                     | "Slave to the Music" (Ao vivo no iTunes Festival, em Londres (2011))        | 4:25    |  |
| 15.                     | "The Awakening" (Ao vivo no iTunes Festival, em Londres (2011))             | 6:06    |  |
| 16.                     | "Person I Should Have Been" (Ao vivo no iTunes Festival, em Londres (2011)) | 5:22    |  |
| 17.                     | "Right by Your Side" (Ao vivo no iTunes Festival, em Londres (2011))        | 5:22    |  |
| 18.                     | "In My Dreams" (Ao vivo no iTunes Festival, em Londres (2011))              | 5:18    |  |
| 19.                     | "Person I Should Have Been" (versão acústico)                               | 4:56    |  |

## Desempenho nas paradas musicais
| Paradas (2011)                  | Maior posição |
| ------------------------------- | ------------- |
| Australian Albums Chart         | 45            |
| Austrian Albums Chart           | 5             |
| Belgian Albums Chart (Flanders) | 21            |
| Belgian Albums Chart (Wallonia) | 20            |
| Canadian Albums Chart           | 58            |
| Danish Albums Chart             | 17            |
| Dutch Albums Chart              | 7             |
| Finnish Albums Chart            | 43            |
| French Albums Chart             | 77            |
| German Albums Chart             | 11            |
| Greek Albums Chart              | 14            |
| Irish Albums Chart              | 2             |
| Italian Albums Chart            | 13            |
| New Zealand Albums Chart        | 29            |
| Norwegian Albums Chart          | 8             |
| Portuguese Albums Chart         | 25            |
| Spanish Albums Chart            | 37            |
| Swedish Albums Chart            | 7             |
| Swiss Albums Chart              | 1             |
| UK Albums Chart                 | 1             |
| US Billboard 200                | 49            |

| Parada (2011)         | Posição |
| --------------------- | ------- |
| Austrian Albums Chart | 53      |
| German Albums Chart   | 70      |
| Swiss Albums Chart    | 30      |

| País           | Certificador | Certificação |
| -------------- | ------------ | ------------ |
| Austria        | IFPI         | Ouro         |
| Alemanha       | BVMI         | Ouro         |
| United Kingdom | BPI          | Platina      |

## Histórico de lançamento
| Região        | Data                   | Distribuidora  | Formato              |
| ------------- | ---------------------- | -------------- | -------------------- |
| Bélgica       | 23 de setembro 2011    | Island Records | CD, download digital |
| Irlanda       | 23 de setembro 2011    | Island Records | CD, download digital |
| Holanda       | 23 de setembro 2011    | Island Records | CD, download digital |
| França        | 26 de setembro de 2011 | Island Records | CD, download digital |
| Reino Unido   | 26 de setembro de 2011 | Island Records | CD, download digital |
| Austrália     | 30 de setembro de 2011 | Island Records | CD, download digital |
| Nova Zelândia | 3 de outubro de 2011   | Island Records | CD, download digital |